# ماکارون (شیرینی)
ماکارون (انگلیسی: Macaron) یک شیرینی فرانسوی است که خاستگاه آن ایتالیا است. نوعی شیرینی گرد است که در اصل با سفیده تخم مرغ و شکر درست می‌شود. از دیگر مواد لازم برای این شیرینی، پودر شکر یا پودر قند، پودر بادام یا پودر بادام زمینی و رنگ‌های خوراکی مجاز است. معمولاً وسط این شیرینی با شکلات سفید، خامه یا مربا پر می‌شود. این شیرینی فرانسوی به مشخصات کف و بالای صاف و درخشان و پایه‌های ملایم و مرطوب مشهور است و به راحتی در دهان آب می شود. ماکارون در فرانسه در طعم‌های بسیار متفاوتی یافت می‌شود و اگر چه به صورت سنتی طعم تمشک کوهی و شکلاتی داشته‌است، اما اکنون در طعم‌های مختلف مثل قهوه و کاپوچینو و توت‌فرنگی و غیره موجود است.

## مشارکت کنندگان
- مشارکت‌کنندگان ویکی‌پدیا. «Macaroon». در دانشنامهٔ ویکی‌پدیای انگلیسی، بازبینی‌شده در ۳ ژانویه ۲۰۱۸.